# Benthoctopus eureka
Benthoctopus eureka är en bläckfiskart som först beskrevs av Robson 1929.  Benthoctopus eureka ingår i släktet Benthoctopus och familjen Octopodidae. Inga underarter finns listade i Catalogue of Life.